# Dominika Giuliani
Dominika Giuliani (Vimercate, 26 novembre 2004) è una pallavolista italiana, schiacciatrice della Trentino.

## Biografia
È figlia dell'ex cestista Paolo Giuliani e dell'ex pallavolista Michaela Večerková, nazionale della Repubblica Ceca con diverse esperienze anche nel campionato italiano.

## Carriera

### Club
Muove i primi passi nelle squadre giovanili della Pro Victoria Monza per poi trasferirsi alle giovanili dell'Imoco, presso la società satellite del Pool Piave. Nel 2020 si accasa al Club Italia con la quale disputa tre stagioni nella serie cadetta.
Per l'annata 2023-24 si trasferisce alla UYBA, mentre la stagione successiva ritorna in Serie A2 ingaggiata dalla Trentino.

### Nazionale
Entra da subito nel giro delle selezioni giovanili italiane, con le quali conquista con l'under 16 l'argento al campionato europeo 2019 e nel 2021 l'argento al campionato mondiale con la under 18. 
Nel 2022, con la nazionale under 19, ottiene la vittoria sia al Festival olimpico della gioventù europea sia al campionato europeo, mentre nel 2023 è di scena con selezione under 21 con la quale conquista la medaglia d'argento al campionato mondiale. L'anno seguente, con la nazionale under 22, conquista l'oro al campionato europeo under 22.

## Palmarès

### Nazionale (competizioni minori)
- Campionato europeo under 16 2019
- Campionato mondiale under 18 2021
- Festival olimpico della gioventù europea 2021
- Campionato europeo under 19 2022
- Campionato mondiale under 21 2023
- Campionato europeo under 22 2024